# In the Line of Duty (Zvezdna vrata SG-1)
In the Line od Duty je naslov epizode znanstveno-fantastične serije Zvezdna vrata, v kateri se O'Neill z ekipo SG-1 odpravi na planet Nasya, da bi rešil preživele v boju z Goa'uldi. Med reševanjem se v telo  Samanthe Carter naseli eden od Goa'uldov, ki se je pred tem skrival v smrtno ranjenem Nasyanu. Samanthini kolegi razlike ne opazijo, toda ko se vrnejo na Zemljo, duh Goa'ulda takoj začuti Samanthina prijateljica Cassandra. Ko svoje odkritje razkrije O'Neillu, se ta začne pogajati za življenje Carterjeve.